# Jalochi
Jalochi es una  ciudad censal situada en el distrito de Pune en el estado de Maharashtra (India). Su población es de 19346 habitantes (2011). Se encuentra a 100 km de Pune.

## Demografía
Según el censo de 2011 la población de Jalochi era de 19346 habitantes, de los cuales 10007 eran hombres y 9339 eran mujeres. Jalochi tiene una tasa media de alfabetización del 89,92%, superior a la media estatal del 82,34%: la alfabetización masculina es del 92,54%, y la alfabetización femenina del 87,14%.